# Alex Monty Canawati
Alex Monty Canawati est un réalisateur américain.

## Filmographie

### comme réalisateur
- 1994 : Inevitable Grace
- 1999 : All About Alfred (documentaire)
- 2013 :  Return to Babylon